# Caterpillar

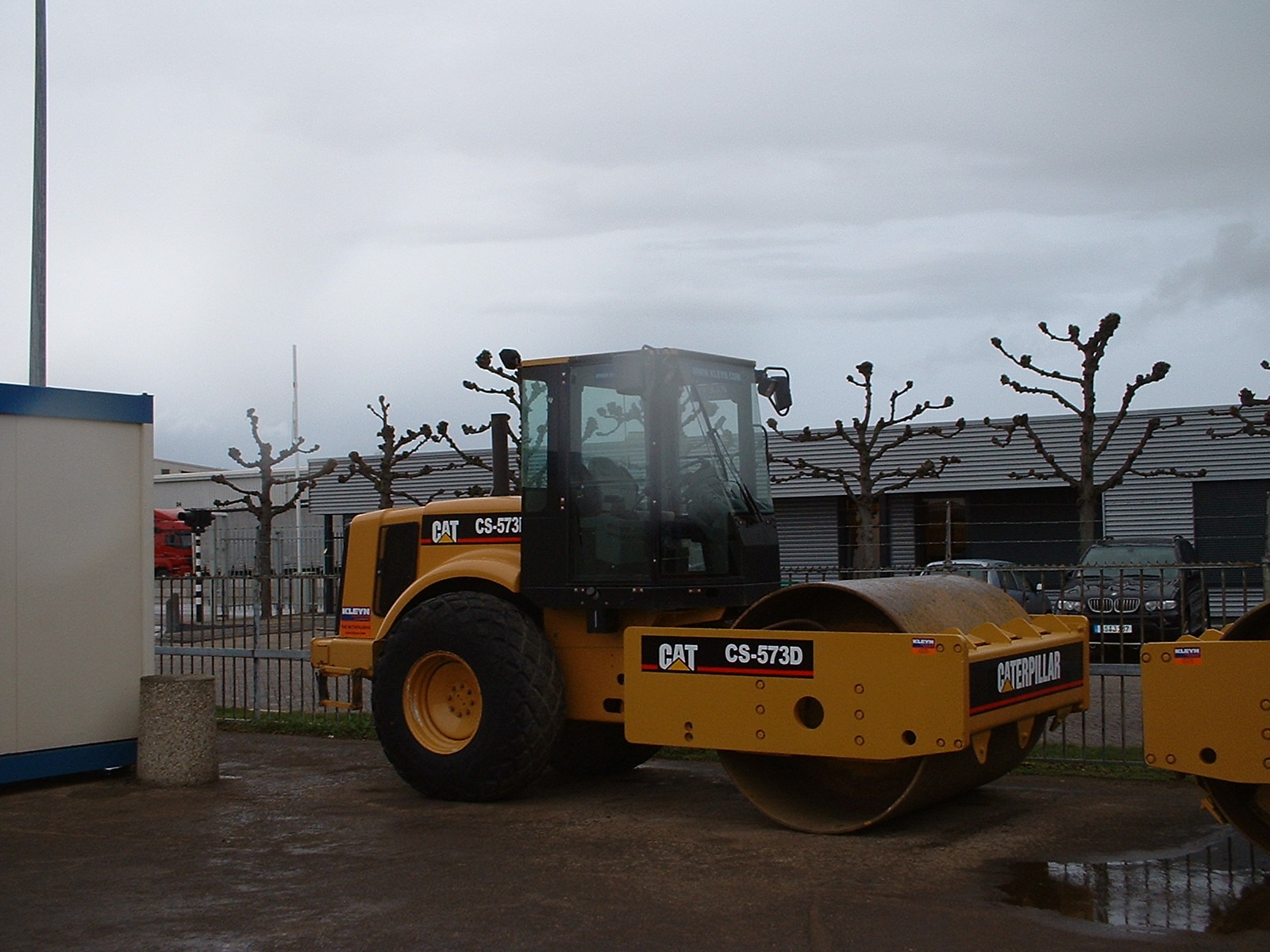
Caterpillarwals

Caterpillar Inc., met als merknaam CAT, is een Amerikaans bedrijf dat zich voornamelijk bezighoudt met het ontwerp en de bouw van zware machines voor de weg- en waterbouw en mijnbouw. Ook produceert het bedrijf generatorsets en andere apparatuur aangedreven door dieselmotoren en gasturbines. Daarnaast biedt het bedrijf bouw-bestendige mobiele telefoons en accessoires.

## Geschiedenis
Aan het einde van de negentiende eeuw experimenteerden Daniel Best, Charles Henry Holt en Benjamin Holt met methoden om stoomtractoren te verbeteren. Het grootste probleem met deze zware machines was dat ze gemakkelijk vast kwamen te zitten in een zachte ondergrond. Als een machine vast zat was het moeilijk hem weer los te trekken. Holt kwam in 1904 met het idee om de weg met de machine mee te nemen en monteerde met scharnieren aan elkaar verbonden houten platen onder een tractor. Dit was het eerste ontwerp van een rupsband. Holt pionierde tijdens de Eerste Wereldoorlog verder met het gebruik van rupsbanden, deze waren een belangrijk onderdeel van de toen nieuwe tanks. De bijdragen van Daniel Best lagen meer op het terrein van de motoren en het chassis.
Caterpillar werd in 1925 opgericht na de fusie van de Holt Manufacturing Company uit Stockton, Californië en de C. L. Best Gas Traction Company uit San Leandro, Californië. Tijdens de depressiejaren bleef het bedrijf groeien. Het bedrijf gebruikte nu verbrandingsmotoren in plaats van stoommachines. In 1928 werd de Russell Grader Manufacturing Company overgenomen en in 1931 kwam de eerste Caterpillar grader op de markt. In 1931 werden de eerste trekkers uitgerust met een dieselmotor. Tien machines kwamen naar Europa en werden gebruikt bij de aanleg van het Albertkanaal in België. Tijdens de Tweede Wereldoorlog werden Caterpillarmachines vaak ingezet bij de bouw van vliegvelden op eilanden in de Stille Oceaan.
In 1975 passeerde de jaaromzet de grens van vijf miljard dollar en telde het bedrijf ruim 80.000 medewerkers wereldwijd.
Machines van Caterpillar zijn gebruikt bij veel grote bouwprojecten ter wereld. Voorbeelden zijn de Hoover Dam, de Kanaaltunnel en de Israëlische Westoeverbarrière, maar ook het slopen van de Berlijnse Muur.

## Bedrijfsgegevens
Het hoofdkantoor van Caterpillar staat in Peoria in de staat Illinois. Volgens eigen zeggen is het bedrijf de grootste fabrikant ter wereld van bouw- en mijnbouwmachines, diesel- en aardgasmotoren en industriële gasturbines.
Caterpillar staat sinds december 1929 genoteerd aan de New York Stock Exchange met de beursticker CAT. Het is een van de 30 bedrijven die deel uitmaakt van de Dow Jones Industrial Average.
Het bedrijf had in 2021 een omzet van 51 miljard dollar, waarvan ongeveer 60% werd behaald in het buitenland. In 2021 waren er 160 dealers, waarvan 116 buiten de Verenigde Staten. Sommige dealers zijn actief in meer dan een land, waardoor Caterpillar producten en diensten in bijna 200 landen verkrijgbaar zijn. Het bedrijf telde eind 2021 zo'n 107.000 werknemers, waarvan 63.400 in het buitenland. Jaarlijks geeft Caterpillar ruim 2 miljard dollar, dat is bijna 4% van de omzet, uit aan R&D.
De bedrijfsactiviteiten zijn verdeeld over drie divisies en een financiële tak voor afnemers die hulp nodig hebben bij de financiering van aan te schaffen Caterpillar materieel. In de drie divisies zijn de activiteiten gegroepeerd voor een bepaalde afnemersgroep:
- Construction Industries maakt vooral materieel zoals bulldozers en graafmachines die gebruikt worden bij de bouw en infrastructuurprojecten.
- Energy & Transport levert materieel dat wordt ingezet bij de productie van olie en aardgas, het opwekken van elektriciteit en motoren voor schepen, treinen en industriële toepassingen.
- Resource Industries verzorgt materieel dat wordt gebruikt bij de mijnbouw.

De machines worden gebouwd in 43 fabrieken in de Verenigde Staten en 58 fabrieken in de volgende landen: Australië, België, Brazilië, Canada, China, Duitsland, Engeland, Frankrijk, Hongarije, India, Indonesië, Italië, Japan, Mexico, Nederland, Noord-Ierland, Polen, Rusland, Zuid-Afrika en Zweden.
In 2011 kocht Caterpillar Bucyrus International. Bucyrus was een belangrijke producent van grote draglines en ander zwaar materieel voor de mijnbouw. Caterpillar betaalde in totaal bijna 9 miljard dollar voor de aandelen en de uitstaande schuld van Bucyrus. Na de overname besloot Caterpillar de merknaam Bucyrus niet langer meer te voeren en alle producten onder de Caterpillar naam aan te bieden. Bucyrus behaalde in 2010 een omzet van 3,6 miljard dollar en voegde daarmee zo'n 10% toe aan de jaaromzet van Caterpillar.

## Caterpillar in België
Caterpillar heeft sinds 1965 haar logistiek centrum voor EAME in Grimbergen. Er werken 800 mensen. In Gosselies stond een fabriek waar graafmachines werden gebouwd. Na een reorganisatie in 2013 werkten er nog 1600 mensen. Op 2 september 2016 werd aangekondigd dat de fabriek in Gosselies sluit: alle werknemers verloren midden 2018 hun baan.
Bergerat Monnoyeur  (Overijse) is de Belgische verdeler van Caterpillar-machines.

## Caterpillar in Nederland
In Nederland was sinds 1927 Geveke Technische Handelsonderneming de officiële dealer van Caterpillar motoren en generatorsets. Later werd dit door Pon Holdings. In 2019 verkocht Pon de Caterpillar activiteiten in Zweden en Denemarken aan het Duitse bedrijf Zeppelin. 
Vijf jaar later, in 2024, volgde de resterende Caterpillar activiteiten in Nederland en Noorwegen. De koper was werderom Zeppelin en met deze verkoop gingen 2000 medewerkers en een jaaromzet van € 1,1 miljard over.
Caterpillar Worktools & Services (CWTS) in 's-Hertogenbosch is in 1998 ontstaan na het overnemen van uitrustingsstukkenfabrikant Verachtert BV dat in 1953 was opgericht. CWTS is sindsdien gegroeid naar 260 medewerkers en een omzet van €92 miljoen in 2006. CWTS ontwerpt en produceert uitrustingstukken voor wielladers en graafmachines. Voorbeelden van uitrustingsstukken zijn; bakken, grijpers, scharen, wisselsystemen en sloopgereedschap.
In Almere produceerde Caterpillar samen met Mitsubishi heftrucks van 1 tot 5,5 ton onder de naam Mitsubishi Caterpillar Forklifts. De Caterpillar-machines worden verkocht onder de naam Cat Lift Trucks. In 2013 werd de productie verplaatst naar Finland en China.

## Aankopen
Naast toename in de verkoop van producten is veel van de groei van Caterpillar te danken aan het inlijven van branchegenoten:
| Bedrijf                                         | Locatie                           | Datum | Producten                                                     | Opmerkingen |
| ----------------------------------------------- | --------------------------------- | ----- | ------------------------------------------------------------- | --- |
| Towmotor                                        | Mentor, Ohio                      | 1965  | Heftrucks                                                     | Werd later Caterpillar Mitsubishi Forklifts, 80% eigendom van Mitsubishi                                                                                            |
| Solar Turbines                                  | San Diego, Californië             | 1981  | Gasturbines                                                   | Opgericht in 1927 als Prudden-San Diego Airplane Company; activa aangekocht van International Harvester                                                             |
| Barber Greene                                   | Minneapolis, Minnesota            | 1991  | Wegenbouwmachines                                             | hernoemd tot Caterpillar Paving Products |
| Krupp MaK Engines                               | Kiel, Duitsland                   | 1997  | diesel motoren voor de zeevaart                               | hernoemd tot Caterpillar Motoren (maar gebruikt nog steeds de merknaam MaK)                                                                                         |
| Perkins Engines                                 | Peterborough, Verenigd Koninkrijk | 1998  | Kleine dieselmotoren                                          | Maakt motoren onder het merk Cat en Perkins |
| F.G. Wilson                                     | Larne, Noord-Ierland              | 1999  | Generatoren                                                   | Maakt generatoren onder merknamen Cat en Olympian |
| Hindustan Motors Earthmoving Equipment Division | Chennai, India                    | 2000  | Grondverzetmachines                                           | hernoemd tot Caterpillar India |
| Elphinstone                                     | City of Burnie, Australië         | 2000  | Mijnbouwmachines                                              | hernoemd tot Caterpillar Underground Mining |
| Sabre Engines Ltd.                              | Verenigd Koninkrijk               | 2000  | motoren voor de zeevaart                                      | |
| Wealdstone Engineering Ltd.                     | Rushden, Verenigd Koninkrijk      | 2004  | Revisie van benzine- en dieselmotoren                         | |
| Williams Technologies, Inc.                     | Summerville, South Carolina       | 2004  | Revisie van automatische versnellinsbakken en motoren         | |
| Turbomach SA                                    | Riazzino, Zwitserland             | 2004  | Verpakker van industriële gasturbines en aanverwante systemen | |
| Progress Rail                                   | Albertville, Alabama              | 2006  | Revisie van spoorwegmaterieel                                 | |
| Hindustan PowerPlus Ltd.                        | Mathagondapalli, India            | 2006  | Componenten van motoren en dieselmotoren met hoge capaciteit  | overkoop van een joint venture gevormd in 1988. Hernoemd tot Caterpillar Power India Private Ltd. Gefusioneerd met Caterpillar India in 2008.                       |
| Eurenov                                         | Chaumont, Frankrijk               | 2007  | Revisie van auto-onderdelen                                   | |
| Blount International, Inc. - Forestry Division  | Portland, Oregon                  | 2007  | Bosbouwmaterieel                                              | |
| Shandong Engineering Machinery (SEM)            | China                             | 2008  | Bouwmachines                                                  | |
| LOVAT                                           | Canada                            | 2008  | Tunnelboormachines                                            | |
| Shin Caterpillar Mitsubishi                     | Sagami & Akashi, Japan            | 2008  | Bouwmachines                                                  | Joint venture sinds 1963, met de aankoop van de meerderheid van aandelen werd het Caterpillar Japan Ltd.                                                            |
| MGE Equipamentos & Serviços Ferroviários        | Brazilië                          | 2008  | Revisie van spoorwegmaterieel                                 | Divisie van Caterpillar's Progress Rail |
| Gremada Industries                              | West Fargo, North Dakota          | 2008  | Revisie van versnellingsbakken                                | |
| Bucyrus International                           | South Milwaukee, Ohio             | 2011  | Graafmachines en ander zwaar materieel voor de mijnbouwsector | Onderdeel van Caterpillar Global Mining |
| ERA Mining Machinery                            | Volksrepubliek China              | 2011  | materieel voor de ondergrondse mijnbouw                       | aangekocht voor $ 886 miljoen, maar in 2012 schreef Caterpillar hier al $ 580 miljoen op af wegens jarenlange, moedwillige fouten in de boekhouding van het bedrijf |

### Militair en/of civiel gebruik

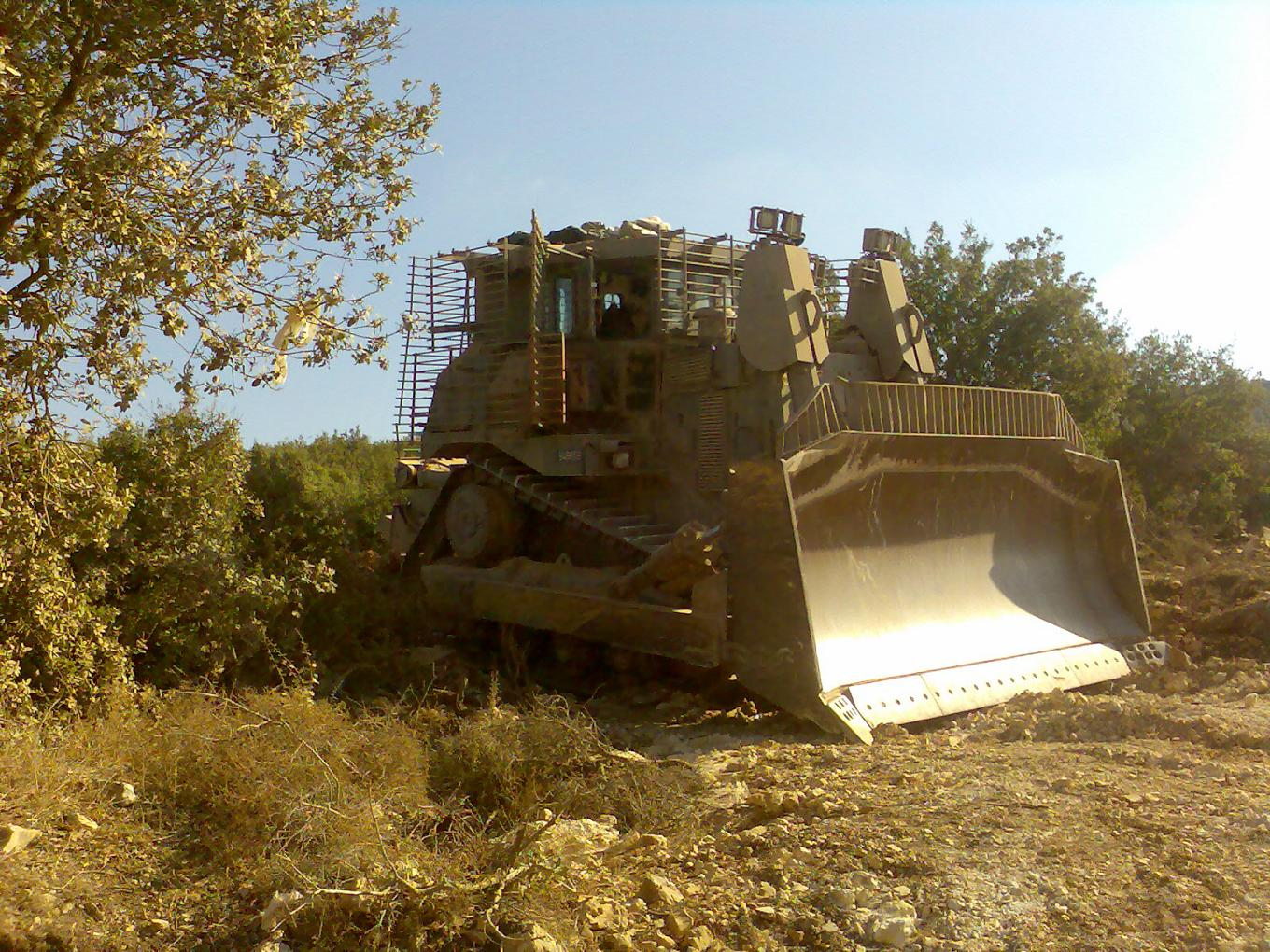
Een gepantserde bulldozer van het Israëlische leger

Caterpillar leverde in de Tweede Wereldoorlog al bulldozers aan het Amerikaanse leger. Sindsdien produceert het bedrijf ook onderdelen voor tanks en gepantserde bulldozers. Caterpillar wordt door sommigen bekritiseerd door de leverantie van bulldozers aan het Israëlische defensieleger die gebruikt worden bij het bouwen van nederzettingen, wegblokkades en legerbases in de door Israël bezette gebieden, en bij het slopen van woningen van Palestijnen in die bezette gebieden. In 2003 werd in de Gazastrook bij Rafah de vredesactiviste Rachel Corrie door een Israëlische militaire Caterpillar D9R omvergereden en gedood. 
Caterpillar levert ongeveer 400 producten. Een aantal bekendere daarvan:

#### Hef- en magazijntrucks
- Caterpillar EP-serie elektrische heftrucks
- Caterpillar GP-serie LPG heftrucks
- Caterpillar DP-serie diesel heftrucks
- Caterpillar reach-, pallet- en orderpicktrucks

#### Bulldozers

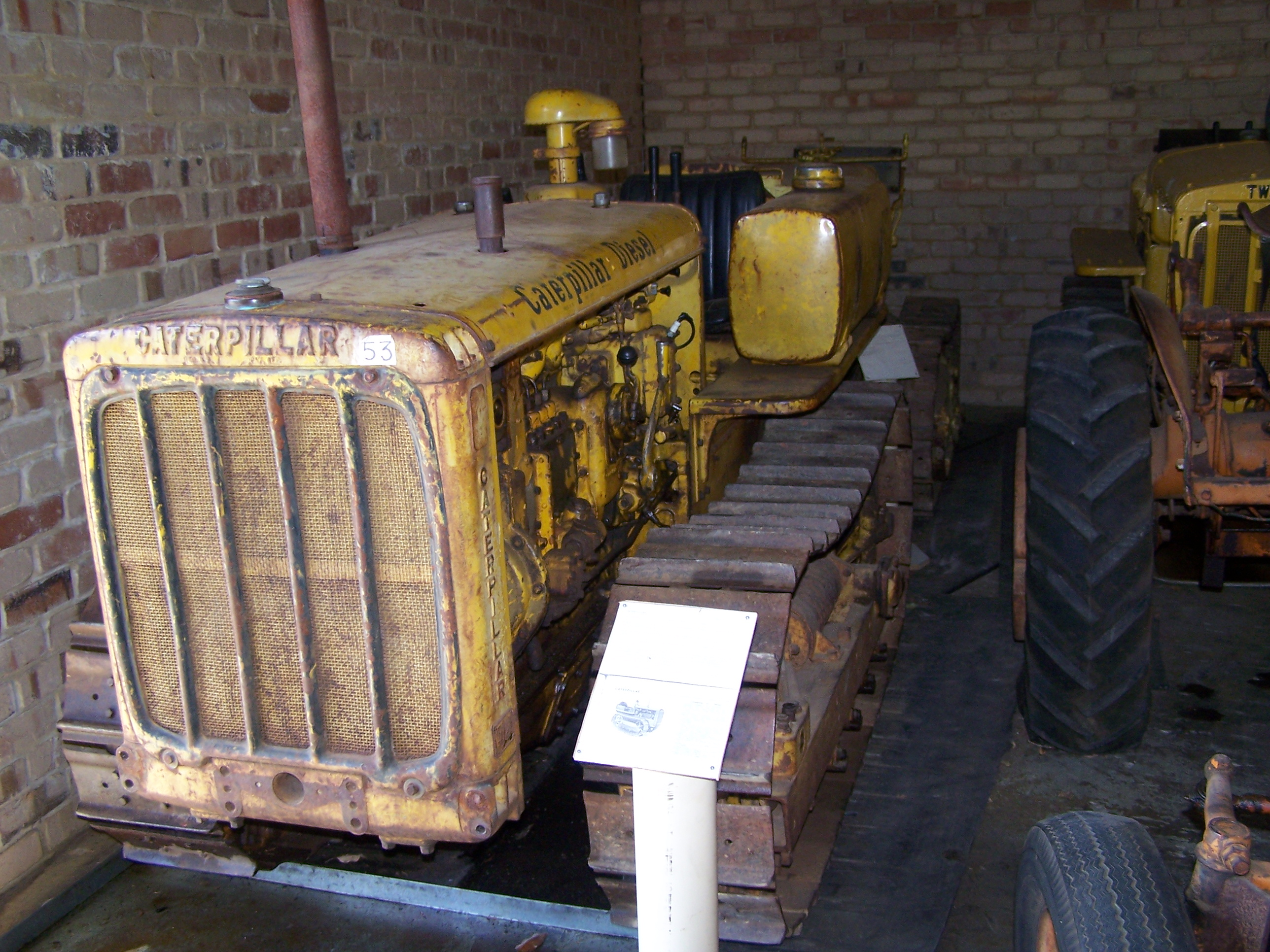
Een oude Caterpillar D2

Caterpillar is bekend om haar bulldozers variërend van klein tot zeer groot.
- Caterpillar 60
- Caterpillar D2
- Caterpillar D3
- Caterpillar D4
- Caterpillar D5
- Caterpillar D6
- Caterpillar D7
- Caterpillar D8
- Caterpillar D9
- Caterpillar D10
- Caterpillar D11

#### Graaf-laad combinaties

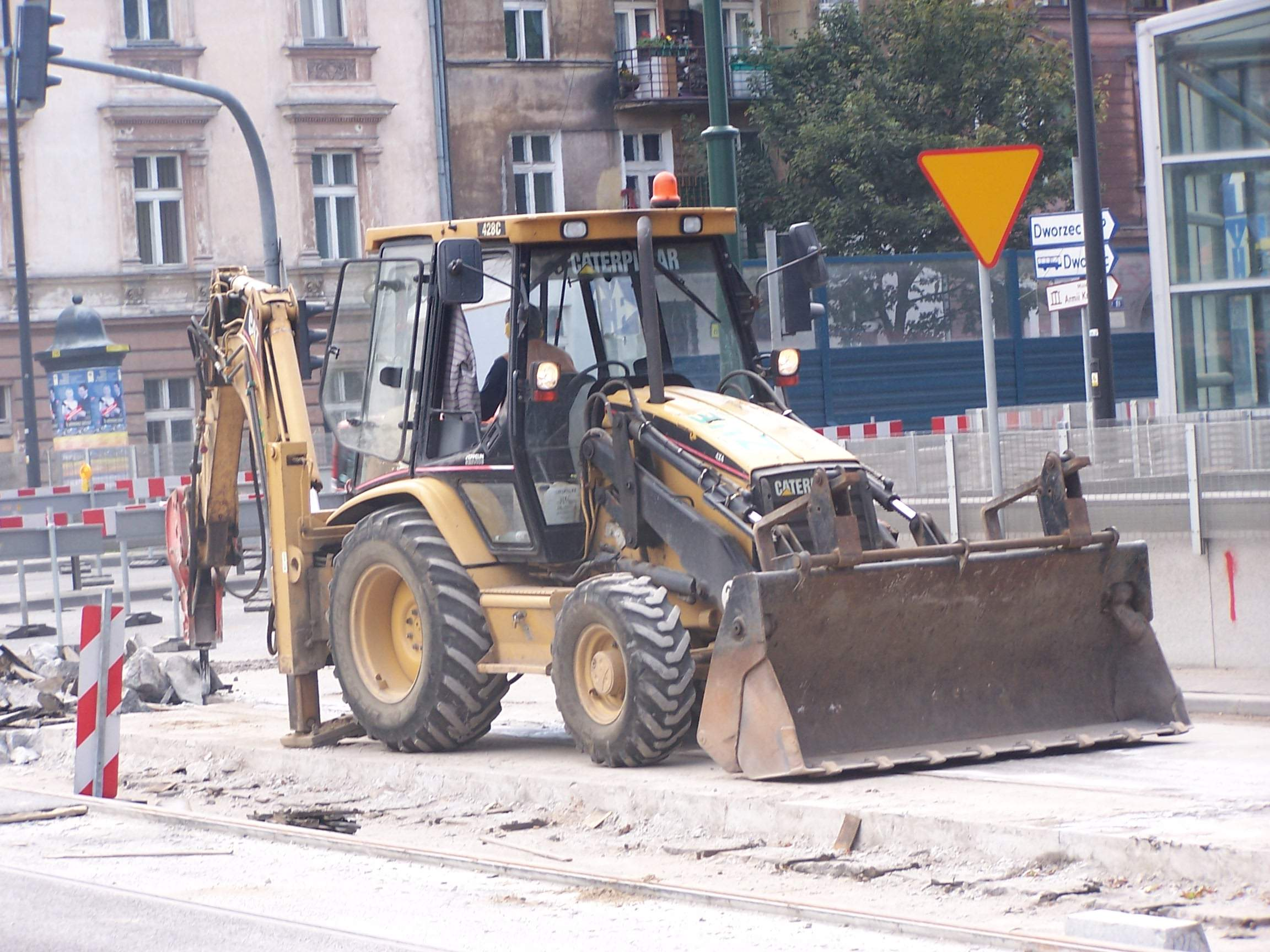
Een graaf-laadcombinatie van Caterpillar

Een graaf-laad combinatie heeft een bak voor het laden van vrachtwagens met los materiaal voor op het voertuig en een graafarm achterop.
- Caterpillar 416E
- Caterpillar 420E
- Caterpillar 430E

#### Vrachtwagens

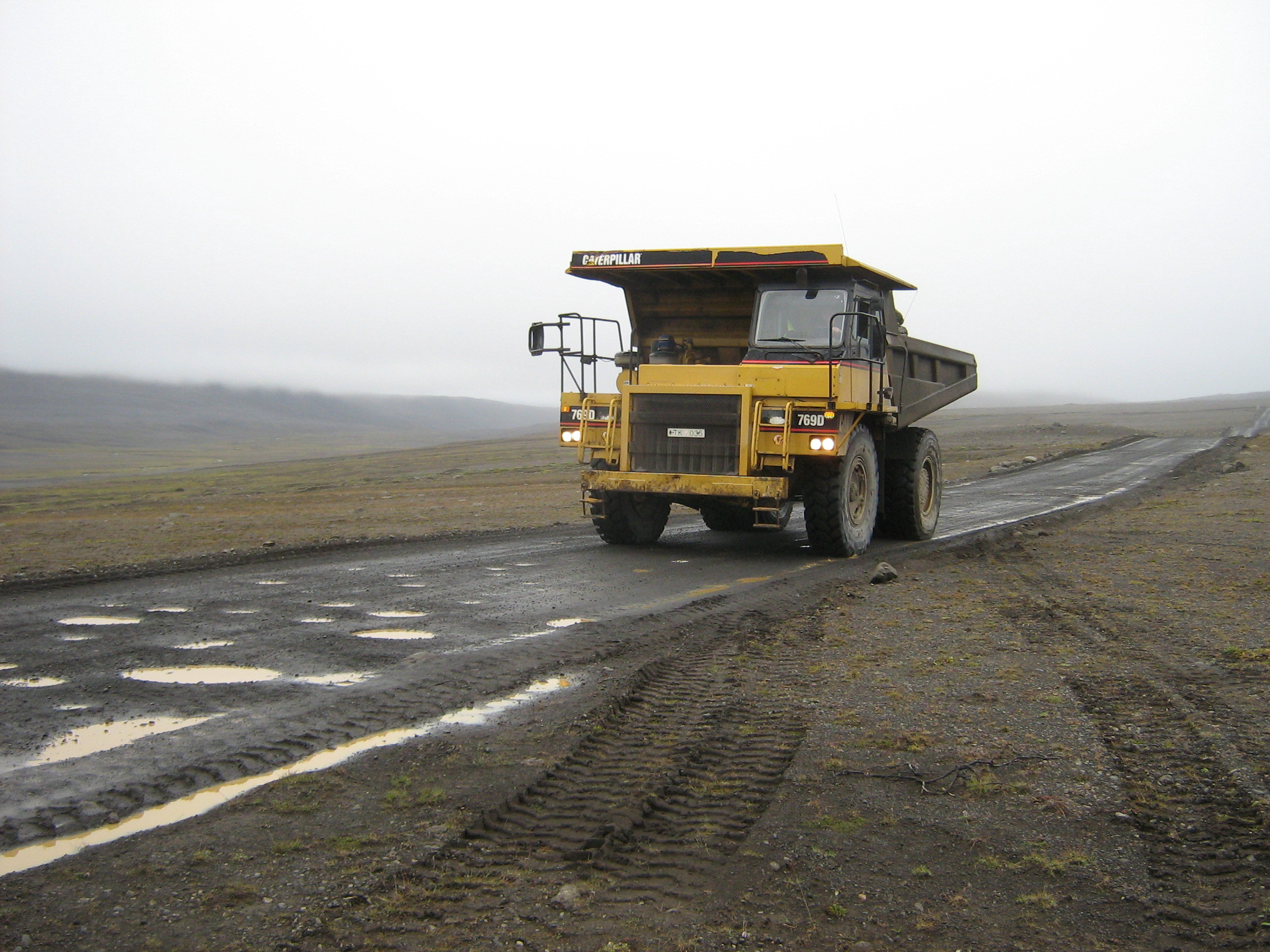
Een Caterpillar 769D in gebruik in de mijnbouw

Caterpillar is leverancier van zeer grote vrachtwagens die gebruikt worden in de mijnbouw. Sommige kunnen enkele honderden tonnen vracht vervoeren. Ze zijn niet bestemd voor gebruik op de openbare weg.
- Caterpillar 740 Ejector
- Caterpillar 797B, de grootste mechanisch aangedreven vrachtwagen ter wereld met een laadvermogen van 380 ton en een motorvermogen van 3370 pk.
- Caterpillar 793D
- Caterpillar 789C
- Caterpillar 785C
- Caterpillar 769D

#### Wielladers of shovels
Een wiellader of shovel is een voertuig dat gebruikt wordt om los materiaal, zoals zand, te verplaatsen over relatief kleine afstanden of te laden in vrachtwagens of machines.
- Middelgrote wielladers
  - Caterpillar 938G9
  - Caterpillar IT38G
  - Caterpillar 950H
  - Caterpillar 962H
  - Caterpillar 966H
  - Caterpillar 972H
  - Caterpillar 980H
- Grote wielladers
  - Caterpillar 810G
  - Caterpillar 820G
  - Caterpillar 830G
  - Caterpillar 840G
  - Caterpillar 988G
  - Caterpillar 990G
  - Caterpillar 992G
  - Caterpillar 994F

#### Motoren
- Caterpillar C7
- Caterpillar C9
- Caterpillar C11
- Caterpillar C13
- Caterpillar C15

#### Graafmachines

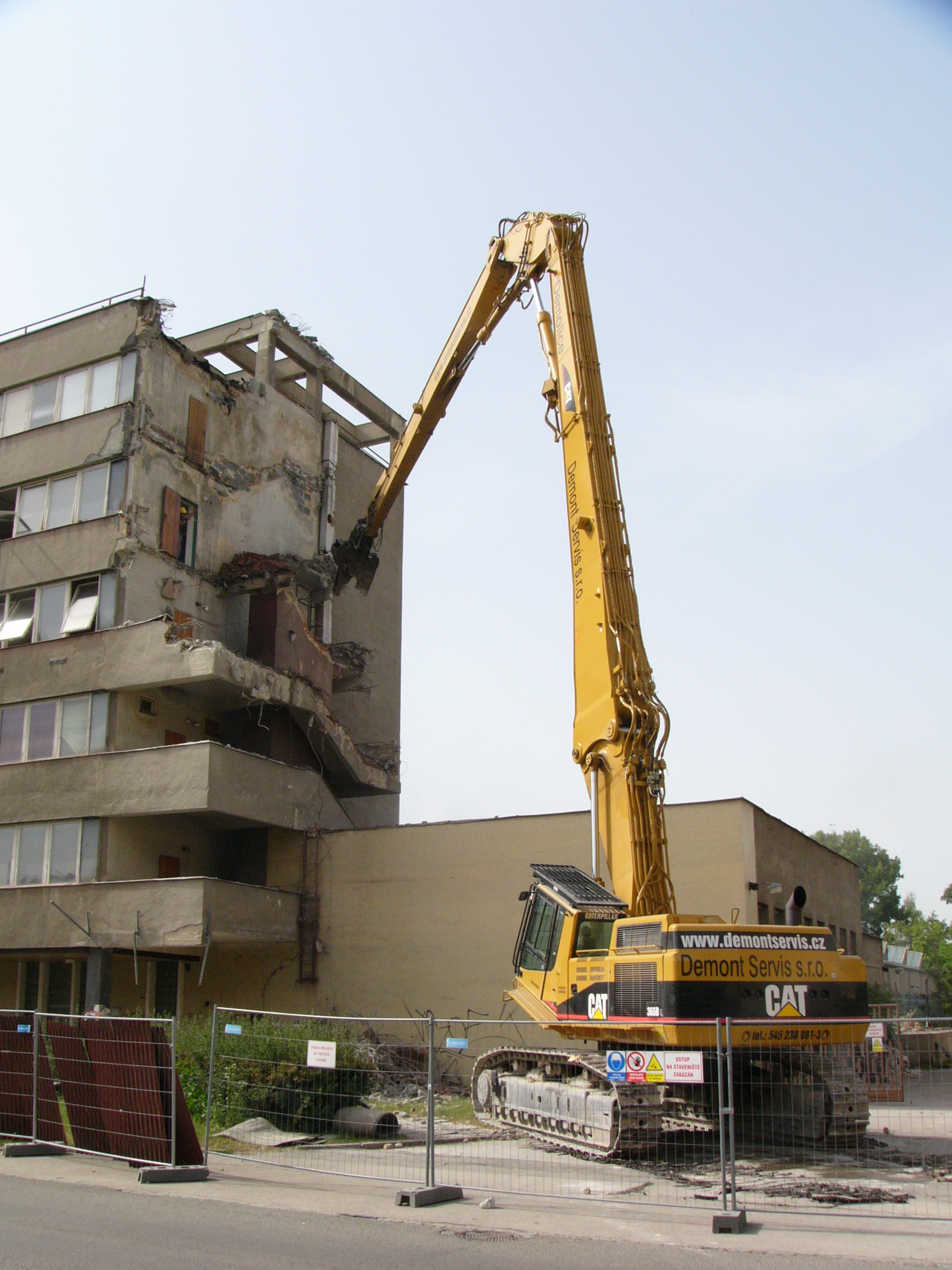
Sloopkraan voor hoogbouw
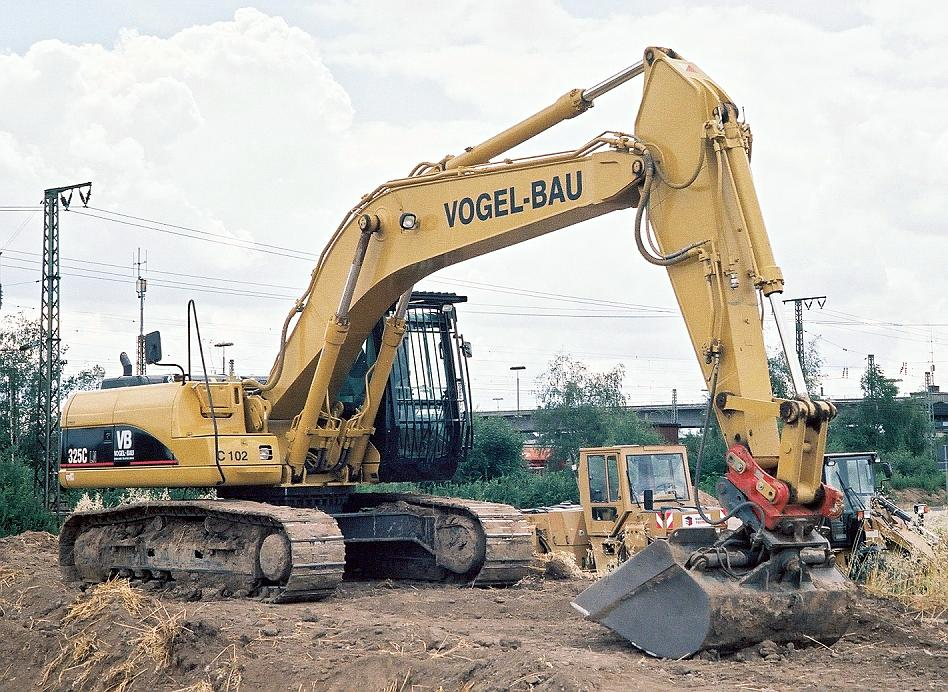
Een Caterpillar M325C graafmachine
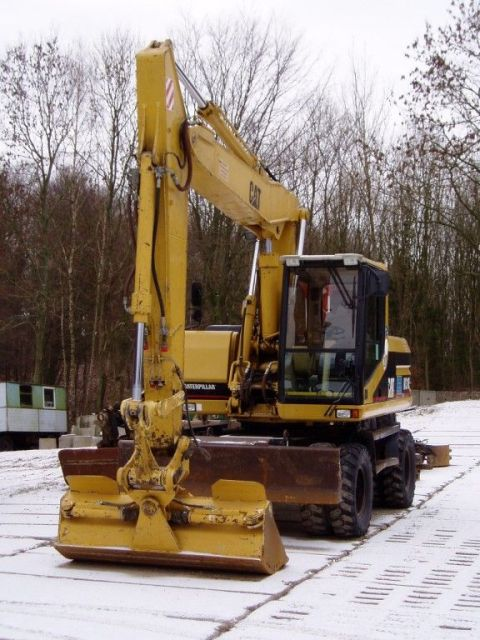
Een Caterpillar M318 graafmachine op rubber banden
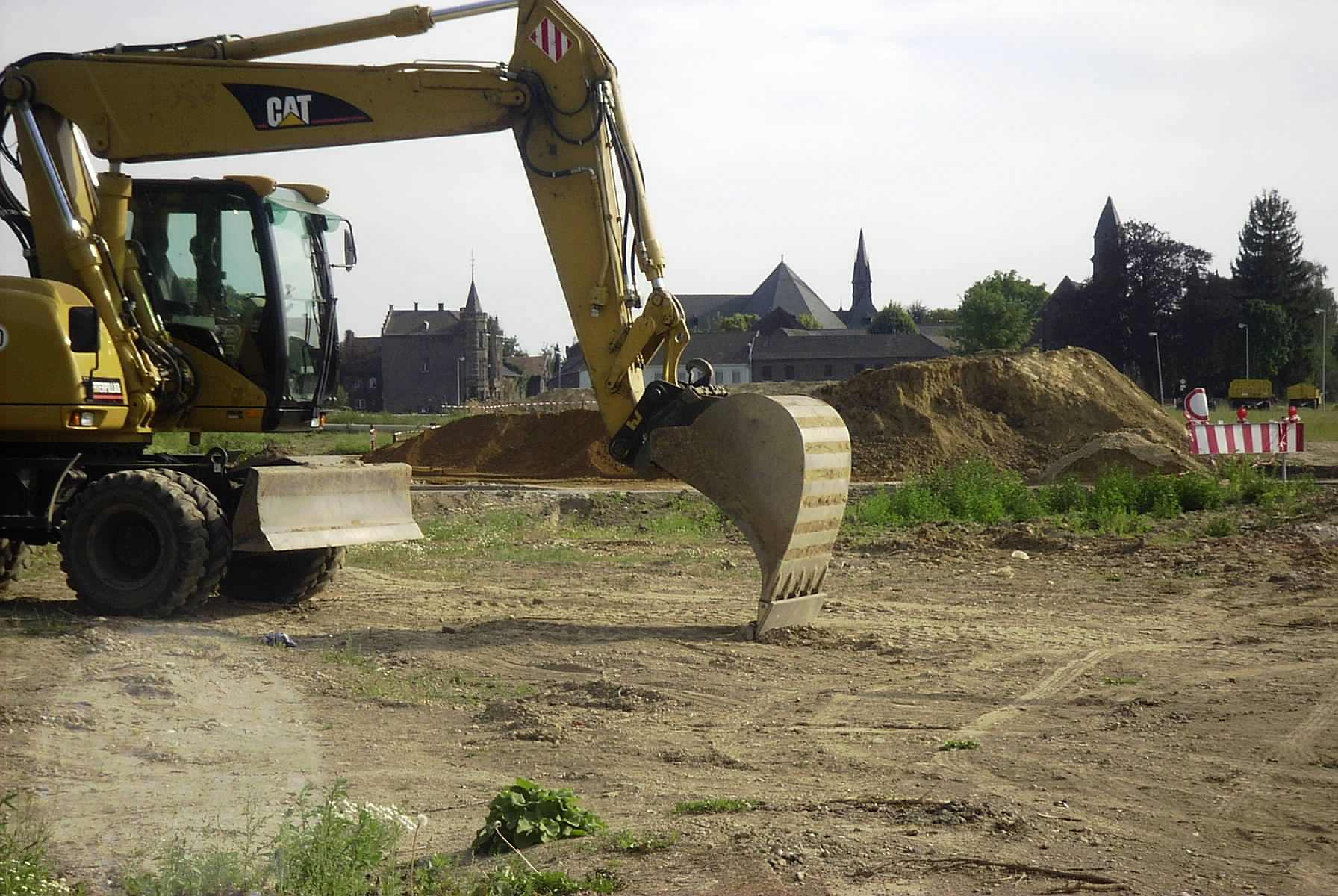
Een Caterpillar graafmachine op rubber banden

#### Overige bouwmachines

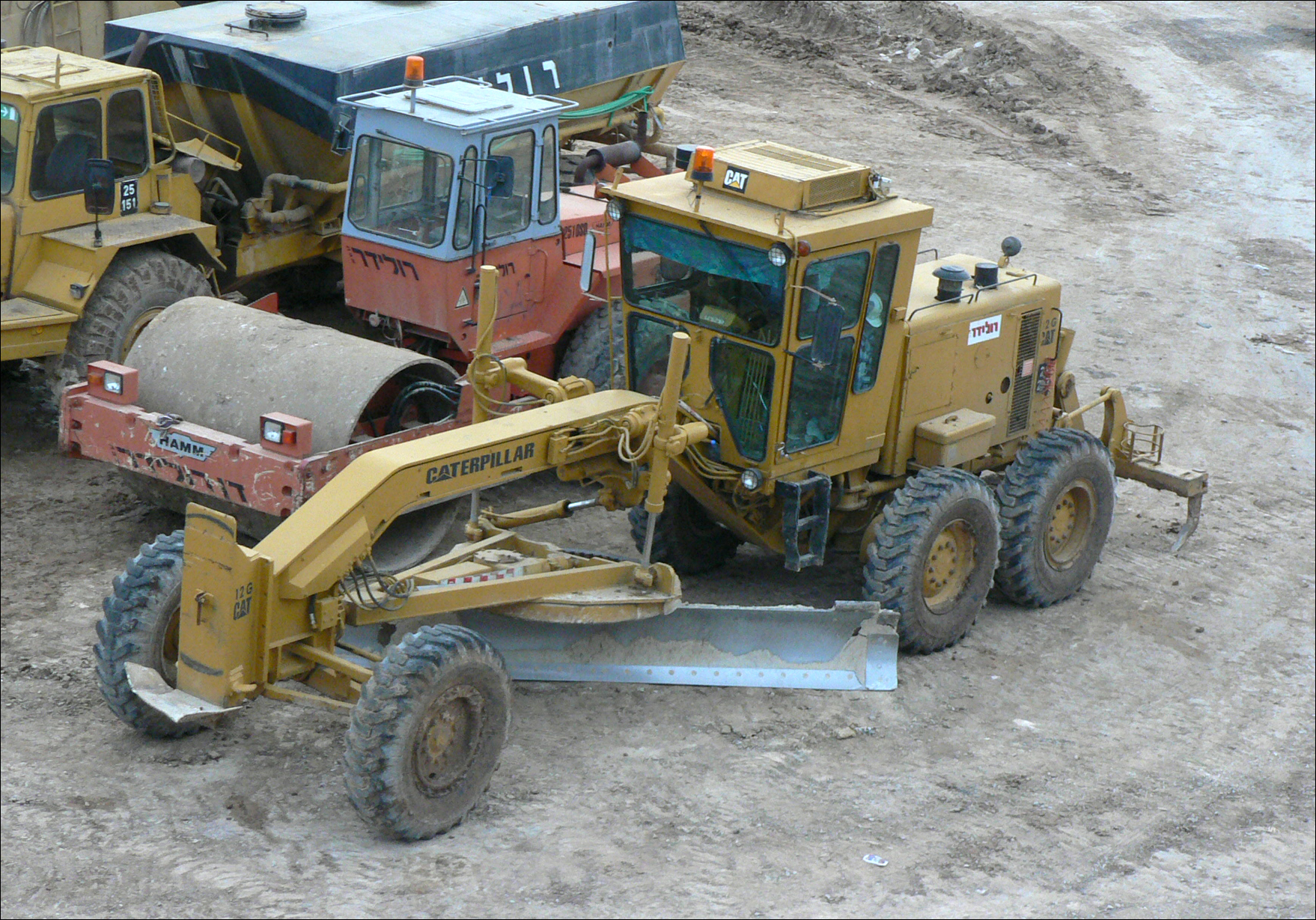
Een Caterpillar grader

## Trivia
- Aanvankelijk werden de Caterpillar machines met grijze verf geleverd. In 1931 werd de kleur gewijzigd in geel om daarmee de zichtbaarheid van de machines te vergroten bij wegwerkzaamheden. In 1979 werd de kleur enigszins aangepast, maar bleef nog altijd geel.